# 파레스 샤이비
파레스 샤이비(아랍어: فارس شايبي, 프랑스어: Farès Chaïbi, 2002년 11월 28일 ~ )는 알제리의 축구 선수이다. 그의 포지션은 윙어 또는 미드필더로, 현재 독일 분데스리가의 아인트라흐트 프랑크푸르트에서 활약하고 있다.

## 클럽 경력

### 초기 경력
리옹 교외의 브롱 출신인 샤이비는 지역 팀인 SC 브롱 테라리옹과 AS 브롱 유소년 팀을 거쳤다. 그는 15세의 나이에 FC 리옹 유소년 팀에 입단하였고, 2019년 툴루즈 FC로 이적하여 2022년 2월, 첫 프로 계약을 맺었다.

### 툴루즈
이어진 2022–23 프리시즌에서 샤이비는 친선 경기에서 눈에 띄는 선수 중 한 명으로 활약하며 님과 레알 소시에다드 등을 상대로 결정적인 활약을 펼치며 3골 2도움을 기록하며 프리 시즌을 마무리했다.
2022년 8월 7일, 그는 1-1로 비긴 OGC 니스와의 리그 1 개막 라운드 경기에서 툴루즈 소속으로 프로 데뷔전을 치렀다.

### 아인트라흐트 프랑크푸르트
2023년 8월 30일, 분데스리가의 아인트라흐트 프랑크푸르트는 샤이비와 5년 계약을 체결했다고 발표했다. 언론 보도에 따르면 이적료는 €10M으로 추정된다. 그는 3-3으로 비긴 보루시아 도르트문트와의 경기에서 아인트라흐트 프랑크푸르트 소속으로 데뷔골을 기록했다.

## 국가대표팀 경력
프랑스에서 태어난 샤이비는 프랑스와 알제리 국적을 모두 가지고 있다. 2020년 10월, 그는 알제리 U-20 국가대표팀 훈련 캠프에 소집되었다. 2023년 3월 23일, 그는 2-1로 이긴 니제르와의 2023년 아프리카 네이션스컵 예선 경기에서 알제리 축구 국가대표팀 데뷔전을 치렀다.
2023년 12월, 그는 2023년 아프리카 네이션스컵에 참가한 알제리 국가대표팀 명단에 이름을 올렸다.

## 사생활
파레스 샤이비는 축구 선수인 일리예스 샤이비의 동생이다.

## 수상 내역
툴루즈
- 쿠프 드 프랑스: 2022–23[15]